# Hans Josef Beuth
Hans Josef Beuth (* 11. Januar 1952 in Aachen; † 25. Juni 2022; auch Josef Beuth) war ein deutscher Mikrobiologe, Naturheilkundler und Komplementärmediziner.

## Werdegang
Beuth studierte von 1974 bis 1977 Sport an der Deutschen Sporthochschule Köln und Englisch an der Universität zu Köln, dann von 1977 bis 1984 Medizin an der Universität zu Köln, wo er zum Thema Statistische Erhebungen und immunbiologische Betrachtungen zur Organotropie der Metastasierung bei Gerhard Uhlenbruck promoviert wurde. Bis 1986 war er als wissenschaftlicher Assistent am Institut für Klinische Chemie tätig, danach arbeitete er mit einem DFG-Forschungsstipendiat am Institut für Medizinische Mikrobiologie und Hygiene zu Zelloberflächenmolekülen und Metastasierungen, wo er anschließend als wissenschaftlicher Mitarbeiter weiter tätig war. Er wurde 1991 mit dem Thema Die Bedeutung der Lektine für bakterielle Infektionen und Tumormetastasen: Therapeutische Konzepte zur Inhibition initialer Pathomechanismen habilitiert und war ab 1992 als Oberarzt am Institut für Medizinische Mikrobiologie und Hygiene tätig. Von 1996 bis 1999 war er stellvertretender Direktor des Instituts. 1999 gründete er an der Universität zu Köln das Institut zur wissenschaftlichen Evaluation naturheilkundlicher Verfahren und war bis zu seinem Tod 2022 dessen Direktor.
Insbesondere zu komplementärmedizinischen Ansätzen in der Onkologie veröffentlichte Beuth mehrere Bücher und mehr als 160 begutachtete Publikationen. Von 1999 bis 2003 war er Editor in Chief der Deutschen Zeitschrift für Onkologie. Er war Träger zahlreicher Medizinpreise. Seit 2008 verrichtete er ehrenamtliche Tätigkeit im Projekt Gemeinsam gesund werden für Brustkrebspatientinnen und deren Kinder der Rexrodt von Fircks Stiftung in Grömitz (Klinik Ostseedeich). 2014 gründete er die Jolly Beuth Stiftung Hilfe für krebskranke Eltern und deren Kinder, 2017 initiierte er mit Renan Demirkan das Projekt Zeit der Maulbeeren und 2021 mit Nadja Will das Projekt WissenschafftLeben.
Beuth starb 2022 im Alter von 70 Jahren. Er lebte und arbeitete zuletzt in Köln. Er war verheiratet und hatte drei Kinder.

## Mitgliedschaften
- Gründungsmitglied der „Medical Molecular Research Cologne“ (1997)
- Gründungsmitglied des „Institutes für medizinpsychologische Fort- und Weiterbildung Psychologische Kompetenzsysteme“ (2003)
- Gründungsmitglied der „TCM-Initiative Köln“ (2007)
- Mitglied des Vorstandes des „Centrum für Integrierte Onkologie“ der Universitäten Köln und Bonn
- Ehemaliger Präsident der alternativmedizinischen „Deutschen Gesellschaft für Onkologie e. V.“

## Schriften (Auswahl)
- Specific adherence mechanisms in microbiology and immunology. Barth, Heidelberg/Leipzig 1997. ISBN 3-335-00519-8
- Implant materials - infection, tissue integration, advances in new materials. Barth, Heidelberg 2001. ISBN 3-8304-5108-3
- Krebs ganzheitlich behandeln. Trias, Stuttgart 2003. ISBN 3-8304-3123-6 (3., vollständig überarbeitete Ausgabe 2007, ISBN 978-3-8304-3374-3, 4., vollständig überarbeitete Ausgabe 2014, ISBN 978-3-8304-8157-7)
- Gesund bleiben nach Krebs. Goldmann Taschenbuch, München 2011. ISBN 978-3-442-17255-9
- Selen gegen Krebs. Trias, Stuttgart 2006. ISBN 978-3-8304-3367-5
- Systemische Therapie urologischer Tumoren. UNI-MED-Verlag, Bremen/London/Boston 2008. ISBN 978-3-8374-1043-3
- Gut durch die Krebstherapie. Trias, Stuttgart 2009. ISBN 978-3-8304-3480-1 (3. überarbeitete Auflage 2017. ISBN 978-3-432-10027-2)
- Checkliste komplementäre Onkologie. Hippokrates, Stuttgart 2010. ISBN 978-3-8304-5343-7
- Komplementäre Behandlungsmethoden bei Krebserkrankungen, Krebsgesellschaft NRW, Erstauflage 2009, überarbeitete Auflage 2021

## Belege
1. 1 2  Todesanzeige. In: Kölner Stadt-Anzeiger. Beilage Trauern & Gedenken, Nr. 196. Köln 30. Juli 2022, S. 5.
2. ↑  https://www.wissenschafftleben.de/@1@2Vorlage:Toter+Link/www.wissenschafftleben.de+(Seite+nicht+mehr+abrufbar,+festgestellt+im+Juni+2025.+Suche+in+Webarchiven) Datei:Pictogram+voting+info.svg Info:+Der+Link+wurde+automatisch+als+defekt+markiert.+Bitte+prüfe+den+Link+gemäß+Anleitung+und+entferne+dann+diesen+Hinweis.

| Personendaten    | Personendaten                       |
| ---------------- | ----------------------------------- |
| NAME             | Beuth, Hans Josef                   |
| ALTERNATIVNAMEN  | Beuth, Josef                        |
| KURZBESCHREIBUNG | deutscher Mikrobiologe und Onkologe |
| GEBURTSDATUM     | 11. Januar 1952                     |
| GEBURTSORT       | Aachen                              |
| STERBEDATUM      | 25. Juni 2022                       |